# Mircea M. Pop
Mircea M. Pop (* 8. Mai 1948 in Mişca) ist ein deutsch-rumänischer Schriftsteller, Kritiker und Übersetzer.

## Leben
Mircea M. Pop studierte Romanistik in Klausenburg und war als Gymnasiallehrer und Schulrektor tätig. Im Sommer 1989 siedelte er mit seiner Frau Katharina, geb. Koch, nach Deutschland über. Er absolvierte eine Umschulung zum Industriekaufmann und arbeitete im Anschluss als Bibliotheksangestellter in Heidelberg.
Sein lyrisches Debüt gab er 1985 mit dem Zyklus Laudă tăcerii (dt.: Lob an das Schweigen) in der im Temeschburtger Facla Verlag erschienenen Anthologie Afinităţile izvoarelor (dt.: Die Ähnlichkeiten der Quellen).
Pop wirkt als Übersetzer an diversen Anthologien sowie verschiedenen Literaturzeitschriften im deutsch- und rumänischsprachigen Raum mit. Beiträge Pops finden sich in den Zeitschriften Neue Sirene, LOG International (Wien) und POEZIA (Jassy), Der Literat, Matrix u. a. m. Für Übersetzungen im rumänischsprachigen Bereich wurde er mehrfach  ausgezeichnet.
Mircea M. Pop lebt in Heidelberg.

## Einzeltitel

### Lyrik
- Invocaţii şi alte micropoeme / Anrufungen und andere Mikropoeme. Zweisprachige Ausgabe Rumänisch / Deutsch. Romania Press, Bukarest 2002, ISBN 973-8236-30-4.
- Heiratsanzeige. Pop Verlag, Ludwigsburg 2006, ISBN 978-3-937139-15-9.
- Inventur: 88 Gedichte. AZUR Verlag, Mannheim 2010, ISBN 978-3-934634-54-1.
- Arta de a fi vesel (dt.: Die Kunst fröhlich zu sein). Verlag Tipo Moldova, Jassy 2012, ISBN 978-973-168-719-3.
- Glasul poetului (dt.: Die Stimme des Dichters). Verlag Tipo Moldova, Jassy 2014, ISBN 978-606-676-403-2.
- Saptezeci poeme & ani (dt.: Siebzig Gedichte 6 Jahre). Verlag Tipo Moldova, Jassy 2018, ISBN 978-606-42-0217-8.

### Kritik
- Secvente literare germane (dt.: Deutsche literarische Sequenzen). Verlag Tipo Moldova, Jassy 2013, ISBN 978-606-676-111-6.
- Pagini literare germane (dt.: Deutsche literarische Seiten). Verlag Tipo Moldova, Jassy 2015, ISBN 978-606-676-616-6.
- Über Literatur und Geschichte Rumäniens im deutschsprachigen Raum. Verlag Tipo Moldova, Jassy 2017, ISBN 978-6-0642-0066-2.
- Pagini literare romano-germane (dt.: Rumänisch-deutsche literarische Seiten). Verlag Tipo Moldova, Jassy 2018, ISBN 978-606-42-0218-5.

## Anthologien
- Michael Santak (Hrsg.): Mythos Heidelberg 2006. Ein Bürgerbuch von und für Heidelberg-Fans. Dubravska Santak Verlag, Heidelberg 2005, ISBN 3-9810515-0-5.
- Michael Santak (Hrsg.): Mythos Heidelberg 2007. Neue Gedichte und Geschichte mit Geist und Gefühl. Dubravska Santak Verlag, Heidelberg 2006, ISBN 3-9810515-1-3.
- Literaturpodium (Hrsg.): Tango tanzen. Gedichte. Dorante Edition, Berlin 2008, ISBN 978-3-86703-806-5.
- Literaturpodium (Hrsg.): Der Garten blüht. Haikus und andere Kurzgedichte, Aphorismen. Dorante Edition, Berlin 2009, ISBN 978-3-86901-148-6.
- Literaturpodium (Hrsg.): Winterrast. Gedichte. Dorante Edition, Berlin 2007, ISBN 978-3-86703-530-9.
- Oliver Roland (Hrsg.): unaufdringlich sanft. Anthologie für religiöse Lyrik und Gebete. AZUR Verlag, Mannheim 2010, ISBN 978-3-934634-57-2.
- Oliver Roland (Hrsg.): barfuß begegnen dem atem der nacht. Anthologie für Lyrik. AZUR Verlag, Mannheim 2010, ISBN 978-3-934634-56-5.
- Oliver Roland (Hrsg.): 1000 mal Glück woanders. Reisegeschichten. AZUR Verlag, Mannheim 2010, ISBN 978-3-934634-53-4.
- Sonja Viola Senghaus (Hrsg.): sehnsuchtsblüten wirbeln durch die luft. AZUR Verlag, Mannheim 2012, ISBN 978-3-934634-70-1.

## Übertragungen

### Anthologien
- Matei Albastru (Hrsg.): Rumänische Dichter von Eminescu bis zur Gegenwart: Lyrikanthologie. Romania Press, Bukarest 2001, ISBN 973-99696-6-6.
- Matei Albastru (Hrsg.): Die schönsten Gedichte aus Rumänien. Von Mioritza bis zur Gegenwart. Romania Press, Bukarest 2003, ISBN 973-8236-41-X
- Matei Albastru (Hrsg.): Nichita Stănescu. Poezii / Gedichte. Zweisprachige Ausgabe Rumänisch / Deutsch. Romania Press, Bukarest 2003, ISBN 973-8236-46-0.

### Einzeltitel
- Oliver Roland: Unter der Lebenshaut. Gedichte. Zweisprachige Ausgabe Deutsch / Rumänisch. AZUR Verlag, Mannheim 2012, ISBN 978-3-934634-74-9.
- Lucian Blaga: Psalm an die Liebe und 46 andere Gedichte. AZUR Verlag, Mannheim 2013, ISBN 978-3-934634-77-0.
- Lucian Blaga: 66 Poeme. Altip, Alba Iulia 2016, ISBN 978-973-117-560-7.

## Auszeichnungen
- 2010: Übersetzerpreis der Zeitschrift Convorbiri literare (Jassy)[3]
- 2012/13: Preis für Übersetzung und Popularisierung von Tudor Arghezis Poesie auf dem Festivalul international Tudor Arghezi Târgu Jiu.
- 2012: Übersetzerpreis des RAFET Verlags (Râmnicu Sărat) für die Übersetzung von Oliver Rolands Gedichtbuchs Luna e luce.
- 2014: Übersetzerpreis beim Festivalul internaţional Lucian Blaga (Sebeş-Alba) für das Gedichtbuch Psalm an die Liebe und 46 andere Gedichte.